# 和平桥站
和平桥站，旧称环西文化广场站，是南通轨道交通1号线和2号线的地铁车站，位于中华人民共和国江苏省南通市崇川区人民中路与濠西路交叉口地下，临近南通和平桥，于2022年11月10日开通。

## 车站结构

### 车站楼层
和平桥站为地下三层车站，其中1号线车站沿人民中路设置，呈东西走向，为地下两层岛式站台车站。2号线车站沿濠西路设置，呈南北走向，为地下三层岛式站台车站。
|                   |  | 1号线往平潮（孩儿巷）   |
| 島式 · 開左邊车门 |  |                         |
|                   |  | 1号线往振兴路（友谊桥） |

|                   |  | 2号线往幸福（钟秀西路） |
| 島式 · 開左邊车门 |  |                         |
|                   |  | 2号线往先锋（体育公园） |

### 换乘通道
和平桥站采用的是站内L型换乘，较为便捷。
- 和平桥站上层站内换乘通道
- 和平桥站2号线至1号线站内换乘通道
- 和平桥站1号线至2号线站内换乘通道

### 站厅和出入口
- 和平桥站地下站厅和平桥站地下站厅
- 和平桥站出入口

## 历史
- 该站建设时名称为环西文化广场站[3]
- 2018年3月24日，市委书记陆志鹏在轨交1号线环西文化广场站现场办公。据报道，环西文化广场站将于4月中旬具备主体施工条件。[4]
- 2018年4月15日，环西文化广场站进入施工围挡期，预计8个月。[5]
- 2020年8月14日，南通轨道交通站名公布，此站命名为和平桥站[6]。
- 2022年11月10日8时，南通轨道交通1号线正式开通运营[1]。